# Municipio de Marion (condado de Fayette)
El municipio de Marion (en inglés: Marion Township) es un municipio ubicado en el condado de Fayette en el estado estadounidense de Ohio. En el año 2010 tenía una población de 766 habitantes y una densidad poblacional de 8,65 personas por km².

## Geografía
El municipio de Marion se encuentra ubicado en las coordenadas 39°34′50″N 83°18′49″O / 39.58056, -83.31361. Según la Oficina del Censo de los Estados Unidos, el municipio tiene una superficie total de 88.52 km², de la cual 88,49 km² corresponden a tierra firme y (0,02 %) 0,02 km² es agua.

## Demografía
Según el censo de 2010, había 766 personas residiendo en el municipio de Marion. La densidad de población era de 8,65 hab./km². De los 766 habitantes, el municipio de Marion estaba compuesto por el 96,87 % blancos, el 0,39 % eran afroamericanos, el 0,65 % eran asiáticos, el 0,91 % eran de otras razas y el 1,17 % eran de una mezcla de razas. Del total de la población el 1,04 % eran hispanos o latinos de cualquier raza.